# Pietrafitta
Pietrafitta es un municipio situado en el territorio de la provincia de Cosenza, en Calabria (Italia). Tiene una población estimada, a fines de noviembre de 2021, de 1177 habitantes.

## Demografía
| Gráfica de evolución demográfica de Pietrafitta entre 1861 y 2021 |
|                                                                   |
| fuente ISTAT - elaboración gráfica a cargo de Wikipedia           |